# Prueba de Cozen
La prueba de Cozen es una prueba clínica y test ortopédico utilizado en medicina y en fisioterapia para examinar los tendones de inserción de la musculatura epitroclear y epicondílea en el codo de un paciente. Su objetivo es estimar el diagnóstico de una tendinopatía en los mismos. 
Esta prueba tiene dos variantes que son la prueba de Cozen clásica para evaluar la presencia de epicondilitis y la prueba de Cozen invertida para valorar la existencia de epitrocleítis.

## Realización

### Prueba de Cozen
El paciente esta sentado con el antebrazo en pronación, el codo flexionado en 90° y el puño cerrado. El terapeuta toma el codo del paciente con una de sus manos y con la otra contacta con la cara dorsal de su mano.A continuación el paciente manteniendo cerrado el puño debe realizar una extensión de la muñeca y una desviación radial que es resistida por el terapeuta mediante la aplicación de otra fuerza contraria con la mano colocada sobre ella al efecto.
La prueba es positiva si aparece dolor en la región epicondílea. En su caso el resultado es susceptible de ser interpretado como una epicondilitis.

### Prueba de Cozen invertida
El paciente está sentado con los brazos pegados al cuerpo. El codo lo coloca en una flexión de 20º, el antebrazo está supinado y la muñeca extendida. El terapeuta toma contacto con el codo del paciente con una mano y la otra la sitúa sobre la palma de la mano de este. En esta posición se le pide al paciente que realice una flexión de la muñeca que es resistica por el terapeuta con la mano colocada al efecto.
Si aparece dolor en la zona de la epitróclea la prueba se considera positiva y su resultado es compatible con una epitrocleítis.

## Sensibilidad y especificidad
La sensibilidad del test de Cozen clásico es del 84% y la especificidad del 0%.